# من و رفیقم
من و رفیقم (انگلیسی: Me and My Pal) یک فیلم کوتاه کمدی آمریکایی است که در سال ۱۹۳۳ منتشر شد.

## بازیگران
- استن لورل
- اولیور هاردی
- جیمز فینلیسون
- ادی بیکر
- بیلی بلچر
- مری کرنمن
- ادی دان
- بابی دان
- جیمز سی. مورتون
- چارلی هال
- کارول بورلند